# Fiódor Dostoyevski
Fiódor Mijáilovich Dostoyevski (en ruso: Фёдор Миха́йлович Достое́вский; Moscú, 11 de noviembre de 1821-San Petersburgo, 9 de febrero de 1881) fue uno de los principales escritores del Imperio ruso, cuya literatura explora la psicología humana en el complejo contexto político, social y espiritual de la sociedad rusa de la segunda mitad del siglo XIX. Las obras literarias de Dostoyevski abordan diversos temas filosóficos y religiosos. Entre sus novelas más aclamadas se encuentran Crimen y castigo (1866), El idiota (1869), Los demonios (1872), El adolescente (1875) y Los hermanos Karamázov (1880). Su novela corta de 1864, Memorias del subsuelo, se considera una de las primeras obras de la literatura existencialista.
Nacido en Moscú en 1821, Dostoyevski se familiarizó con la literatura a temprana edad a través de cuentos de hadas y leyendas, y de libros de escritores rusos y extranjeros. Su madre falleció en 1837 cuando Fiódor tenía 15 años, y por la misma época, dejó la escuela para ingresar en el Instituto de Ingeniería Militar Nikolayev en San Petersburgo. Tras graduarse, trabajó como ingeniero y disfrutó durante un breve período de una vida opulenta, traduciendo libros para ganarse la vida. A mediados de la década de 1840, escribió su primera novela, Pobres gentes, que le abrió las puertas de los círculos literarios de San Petersburgo. Sin embargo, fue arrestado en 1849 por pertenecer a un grupo literario, el Círculo Petrashevski, que debatía libros prohibidos que criticaban a la Rusia zarista. Dostoyevski fue condenado a muerte, pero la pena le fue conmutada en el último momento. Pasó cuatro años en un campo de prisioneros siberiano, seguidos de seis años de servicio militar obligatorio en el exilio. En los años siguientes, Dostoyevski trabajó como periodista, publicando y editando varias revistas propias y, posteriormente, Diario de un escritor, una colección de sus escritos. Empezó a viajar por Europa occidental y desarrolló una adicción al juego, lo que le acarreó dificultades económicas. Durante un tiempo, tuvo que mendigar, pero con el tiempo se convirtió en uno de los escritores rusos más leídos y respetados.
Es considerado uno de los más grandes escritores de Occidente y de la literatura universal. De él dijo Friedrich Nietzsche: «Dostoyevski, el único psicólogo, dicho sea de paso, del que yo he tenido que aprender algo: él es uno de los más bellos golpes de suerte de mi vida». José Ortega y Gasset escribió: «En tanto que otros grandes declinan, arrastrados hacia el ocaso por la misteriosa resaca de los tiempos, Dostoyevski se ha instalado en lo más alto». Dostoyevski es considerado uno de los psicólogos más destacados de la historia de la literatura. Se especializó en el análisis de estados mentales patológicos que conducen a la locura, el asesinato y el suicidio, así como en la exploración de las emociones de humillación, autodestrucción, dominación tiránica y furia asesina. Sus obras fundamentales también son reconocidas como grandes «novelas de ideas», abordando temas atemporales y oportunas de filosofía y política.
Dostoyevski fue influenciado por una variedad de filósofos y autores, entre los que destacan: Aleksandr Pushkin, Nikolái Gógol, San Agustín, Walter Scott, Honoré de Balzac, Mijaíl Lermontov, Platón, Miguel de Cervantes, Aleksandr Herzen, Immanuel Kant, Visarión Belinsky, Lord Byron, G. W. F. Hegel, Friedrich Schiller, etc.
La obra de Dostoyevski influyó en la literatura mundial, en autores como Albert Camus, Ernesto Sábato, Antonio Di Benedetto, Jean-Paul Sartre, André Gide, André Malraux y los rusos Antón Chéjov, Lev Shestov, Mijaíl Bulgákov y Aleksandr Solzhenitsyn. También el filósofo Friedrich Nietzsche, la aparición del existencialismo y el freudismo encontraron en Dostoyevski una fuente de inspiración.

## Biografía

### Orígenes familiares
Si bien la madre de Fiódor Dostoyevski era rusa, su ascendencia paterna se remonta a un pueblo denominado Dostóyevo, ubicado en la gobernación de Minsk (Bielorrusia). En sus orígenes, el acento del apellido, como el del pueblo, recaía en la segunda sílaba, pero cambió su posición a la tercera en el siglo xix. De acuerdo con algunas versiones, los ancestros paternos de Dostoyevski eran nobles polonizados (szlachta) de origen ruteno que fueron a la guerra con el escudo de armas de Radwan.

### Primeros años

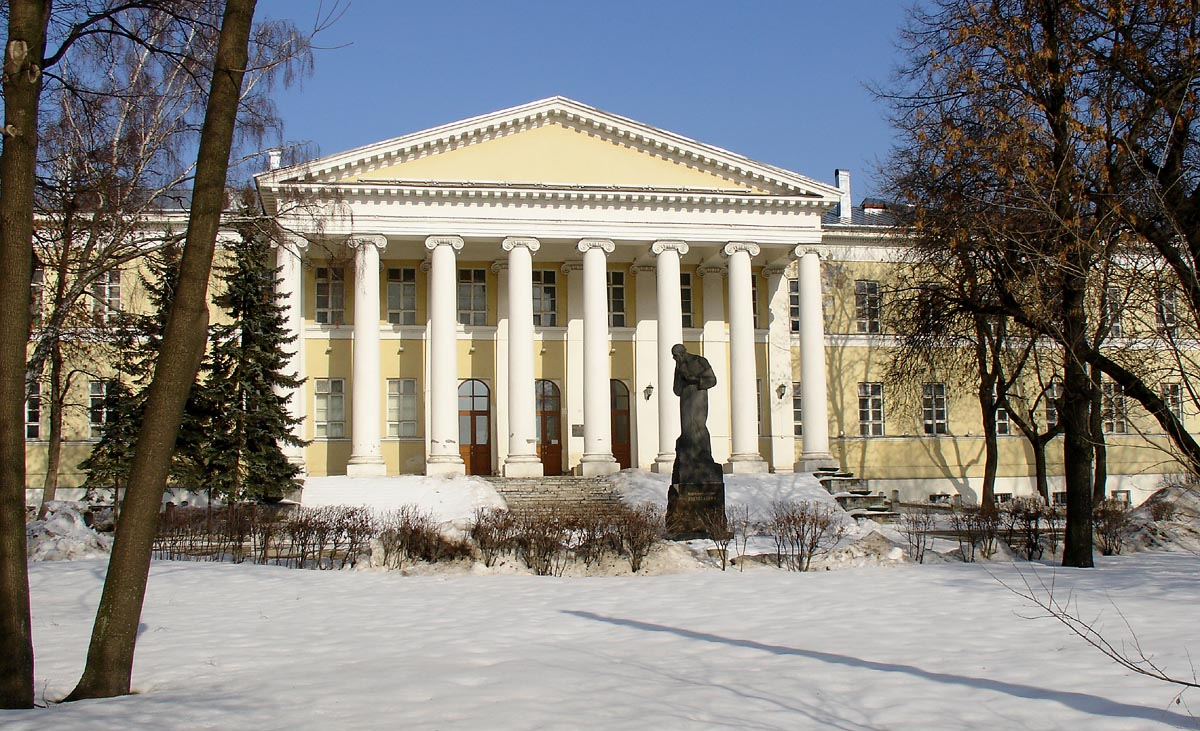
Hospital Mariinski de Moscú, en el que nació Dostoyevski.

Fue el segundo de los siete hijos del matrimonio formado por Mijaíl Andréievich Dostoyevski y María Fiódorovna Necháyeva. Un padre autoritario, médico del Hospital Mariinski para pobres en Moscú, y una madre vista por sus hijos como un refugio de amor y protección marcaron el ambiente familiar en la infancia de Dostoyevski. Cuando Fiódor tenía once años de edad, la familia se radicó en la aldea de Darovoye, en la gobernación de Tula, donde el padre había adquirido unas tierras.
En 1834, ingresó, junto con su hermano Mijaíl, en el pensionado de Leonti Chermak, donde cursarían los estudios secundarios. La temprana muerte de la madre por tuberculosis en 1837 sumió al padre en la depresión y el alcoholismo, por lo que Fiódor y su hermano Mijaíl fueron enviados a la Escuela de Ingenieros Militares de San Petersburgo (Главное инженерное училище), lugar en el que el joven Dostoyevski comenzaría a interesarse por la literatura a través de las obras de Shakespeare, Pascal, Victor Hugo y E. T. A. Hoffmann.
En 1839, cuando tenía dieciocho años, le llegó la noticia de que su padre había fallecido. Los siervos mancomunados de Mijaíl Dostoyevski (hidalgo de Darovóye), enfurecidos tras uno de sus brutales arranques de violencia provocados por el alcohol, lo habían inmovilizado y obligado a beber vodka hasta que murió ahogado. Otra historia sugiere que Mijaíl murió por causas naturales, pero que un terrateniente vecino suyo inventó la historia de la rebelión para comprar la finca a un precio más reducido. En parte, Fiódor se culpó posteriormente de este hecho por haber deseado la muerte de su padre en muchas ocasiones. En su artículo de 1928, «Dostoyevski y el parricidio», Sigmund Freud señalaría este sentimiento de culpa como la causa de la intensificación de su epilepsia.
En 1841, fue ascendido a alférez ingeniero de campo. Ese mismo año, influido por el poeta prerromántico alemán Friedrich Schiller, escribió dos obras teatrales románticas (María Estuardo y Borís Godunov) que no han sido conservadas. Dostoyevski se describía como un «soñador» en su juventud y en esa época admiraba a Schiller.
Durante toda su carrera literaria padeció una epilepsia que supo incorporar a su obra. Los principales personajes presentados con epilepsia son Murin (La patrona, 1847), Nelly (Humillados y ofendidos, 1861), Myshkin (El idiota, 1868), Kiríllov (Los demonios, 1872) y Smerdiakov (Los hermanos Karamázov, 1879-80). Dostoyevski también supo utilizar la epilepsia para librarse de una condena vitalicia a servir en el ejército en Siberia, gracias a sendos informes de los doctores Troïtski (prisión de Omsk) y Ermakov (séptimo batallón de infantería de Semipalatinsk).Aunque la epilepsia había comenzado durante sus años académicos como estudiante de ingeniería militar en San Petersburgo (1838-1843), según los testimonios de un compañero con quien compartía habitación (Grigorovich), el diagnóstico tardaría una década en llegar. Ya en 1847 había sido atendido por su amigo el doctor Ianovski durante una fuerte crisis delante de la catedral de San Isaac y en 1857 fue atendido por un médico en Barnaul que corroboró el diagnóstico. En 1863 viajó al extranjero con intención de consultar a los especialistas Romberg en Berlín y Trousseau en París. Stephenson e Isotoff apuntaron en 1935 la probable influencia de Psique (1848), de Carus, en la construcción de sus personajes. Por otra parte, la epilepsia de Dostoyevski ha generado un debate diagnóstico retrospectivo atrayendo la atención e inspirando a psiquiatras, neurólogos y epileptólogos como Freud (1928) Alajouanine (1963) o Gastaut (1978). La de Dostoyevski es la historia natural de una epilepsia (los bromuros fueron el primer fármaco antiepiléptico en introducirse muy avanzado el siglo XIX, con efectos secundarios que superaban con frecuencia el posible beneficio), la cual en terminología científica contemporánea podría clasificarse como criptogénica focal de probable origen temporal. En 1974, Waxman y Geschwind describieron un tipo de personalidad asociado al tipo de epilepsia que padeció el escritor, dominado por la hipergrafía y la hiperreligiosidad, posteriormente denominado síndrome de Dostoievski. Por su parte, en 1980, Cirignotta, Todesco y Lugaressi propusieron el término epilepsia de Dostoevsky para describir un tipo de enfermedad caracterizada por auras de éxtasis, las cuales el propio escritor había atribuido a sendos personajes de El idiota y Los demonios: una sensación placentera o de plenitud anticipándose a la pérdida de conocimiento y a las convulsiones que también había descrito a varios de sus contemporáneos (entre otros, al poeta Nekrasov). No obstante, una de las ideas capitales en su obra (que un buen recuerdo puede colmar toda una vida de felicidad) guarda una estrecha relación con estos momentos de éxtasis que alcanzaba el escritor durante aquellos episodios de la enfermedad.  La epilepsia de Dostoievski ha servido asimismo como fuente de inspiración para el médico -escritor bielorruso Tsypkin (Verano en Baden Baden, 1982) o al premio Nobel Coetzee (El maestro de Petersburgo, 1994). Sin embargo más allá del interés que pueda despertar la historia clínica de un trastorno neurológico heterogéneo, diagnosticado en vida del escritor, el caso de Dostoyevski muestra sobre todo el buen uso de una enfermedad común por un genio literario que supo transformar en arte el sufrimiento y la adversidad en oportunidad (Iniesta López, I, 2004).

### Comienzos de su carrera literaria

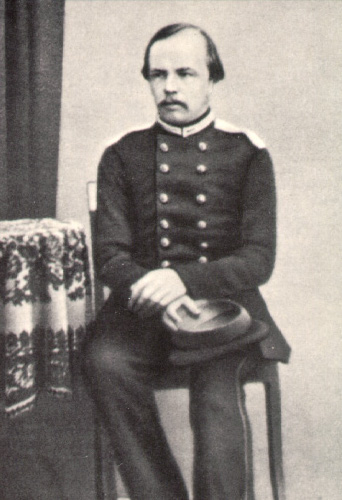
Fiódor Dostoyevski como ingeniero militar.

Dostoyevski terminó sus estudios de Ingeniería en 1843 y, después de adquirir el grado militar de subteniente, se incorporó a la Dirección General de Ingenieros en San Petersburgo.
En 1844, Honoré de Balzac visitó San Petersburgo. Dostoyevski decidió traducir Eugenia Grandet para saldar una deuda de 300 rublos con un usurero. Esta traducción despertaría su vocación y poco después de terminarla pidió la excedencia del ejército con la idea de dedicarse exclusivamente a la literatura. En 1845, dejó el ejército y empezó a escribir la novela epistolar Pobres gentes, obra que le proporcionaría sus primeros éxitos de crítica y, fundamentalmente, el reconocimiento del crítico literario Visarión Belinski. La obra, editada en forma de libro al año siguiente, convirtió a Dostoyevski en una celebridad literaria a los veinticuatro años. En esta misma época comenzó a contraer algunas deudas y a sufrir con más frecuencia ataques epilépticos. Las novelas siguientes —El doble (1846), Noches blancas (1848) y Niétochka Nezvánova (1849)— no tuvieron el éxito de la primera y recibieron críticas negativas, lo que sumió a Dostoyevski en la depresión. En esta época entró en contacto con ciertos grupos de ideas utópicas, llamados nihilistas, que buscaban la libertad del hombre.

### Cumplimiento de la condena en Siberia
Dostoyevski fue arrestado y encarcelado el 23 de abril de 1849 por formar parte del grupo intelectual liberal Círculo Petrashevski bajo el cargo de conspirar contra el zar Nicolás I. Después de la revuelta decembrista en 1825 y las revoluciones de 1848 en Europa, Nicolás I se mostraba reacio a cualquier tipo de organización clandestina que pudiera poner en peligro su autocracia.
El 16 de noviembre, Dostoyevski y otros miembros del Círculo Petrashevski fueron llevados a la fortaleza de San Pedro y San Pablo y condenados a muerte por participar en actividades consideradas antigubernamentales. El 22 de diciembre, los prisioneros fueron llevados al patio para su fusilamiento; Dostoyevski tenía que situarse frente al pelotón e incluso escuchar los disparos con los ojos vendados, pero su pena fue conmutada en el último momento por cinco años de trabajos forzados en Omsk, Siberia. Durante esta época sus ataques epilépticos fueron en aumento. Años más tarde, Dostoyevski le relataría a su hermano los sufrimientos que atravesó durante los años que pasó «silenciado dentro de un ataúd». Describió el cuartel donde estuvo, que «debería haber sido demolido años atrás», con estas palabras:

En verano, encierro intolerable; en invierno, frío insoportable. Todos los pisos estaban podridos. La suciedad de los pavimentos tenía una pulgada de grosor; uno podía resbalar y caer... Nos apilaban como anillos de un barril... Ni siquiera había lugar para dar la vuelta. Era imposible no comportarse como cerdos, desde el amanecer hasta el atardecer. Pulgas, piojos, y escarabajos por celemín.

Fue liberado en 1854 y se reincorporó al ejército como soldado raso, lo que constituía la segunda parte de su condena. Durante los siguientes cinco años formó parte del Séptimo Batallón de línea acuartelado en la fortaleza de Semipalátinsk en Kazajistán. Allí comenzó una relación con María Dmítrievna Isáyeva, esposa de un conocido suyo en Siberia. Se casaron en febrero de 1857 después de la muerte de su esposo. Ese mismo año, el zar Alejandro II decretó una amnistía que benefició a Dostoyevski, quien recuperó su título nobiliario y obtuvo permiso para continuar publicando sus obras.
Al final de su estadía en Kazajistán, Dostoyevski era ya un cristiano convencido. Se convirtió en un agudo crítico del nihilismo y del movimiento socialista de su época. Tiempo después, dedicó parte de sus libros Los demonios y Diario de un escritor a criticar las ideas socialistas. Estas críticas se fundamentaban en la creencia de que quienes las pregonaban no conocían al pueblo ruso y de que no era posible trasladar un sistema de ideas de origen europeo a la Rusia de entonces, de la misma forma que no era posible adoptar las doctrinas de una institución occidental como la Iglesia católica a un pueblo esencialmente cristiano ortodoxo. Dostoyevski plasmaría estas convicciones en la descripción de Piotr Verjovenski en su novela Los demonios y en la redacción de las reflexiones del starets Zosima en «El monje ruso», el Libro sexto de Los hermanos Karamázov.
Dostoyevski fue acercándose progresivamente a una postura eslavófila moderada y a las ideas del ideólogo del paneslavismo Nikolái Danilevski, autor de Rusia y Europa. Su interpretación de esta filosofía rescataba el papel integrador y salvador de la religiosidad rusa y no consideraciones de superioridad racial eslava. Por otra parte, en su interpretación, la unión rusa y su supuesto servicio a la humanidad no implicaba desprecio alguno por la influencia europea, que Dostoyevski reconocía gratamente. Más tarde trabó amistad con el estadista conservador Konstantín Pobedonóstsev y abrazó algunos de los principios del Póchvennichestvo.
Con todo, posicionar políticamente a Dostoyevski no es del todo sencillo: como cristiano, rechazaba el ateísmo socialista; como tradicionalista, la destrucción de las instituciones y, como pacifista, cualquier método violento de cambio social, tanto progresista como reaccionario. A pesar de esto, dio claras muestras de simpatía por las reformas sociales producidas durante el reinado de Alejandro II, en particular por la que implicó la abolición de la servidumbre en el campo, dictada en 1861. Por otra parte, si bien en los primeros años de su regreso de Kazajistán era todavía escéptico respecto de los reclamos de las feministas, en 1870 escribió que «todavía podía esperar mucho de la mujer rusa» y cambió de parecer.
Su preocupación por la desigualdad social es notable en su obra y, desde un punto de vista cristiano ascético, creía —como luego reflejaría en su personaje Zosima— que «al considerar la libertad como el aumento de las necesidades y su pronta saturación, se altera su sentido, pues la consecuencia de ello es un aluvión de deseos insensatos, de ilusiones y costumbres absurdas», y quizás confiara, como dicho personaje, en que «el rico más depravado acabará por avergonzarse de su riqueza ante el pobre».
En febrero de 1854, Dostoyevski le pidió por carta a su hermano que le enviara diversos libros, especialmente Lecciones sobre la historia de la filosofía, de Hegel. Durante su destierro en Semipalátinsk, planeó también traducir junto a Aleksandr Wrangel obras del filósofo alemán, pero el proyecto nunca se concretó. Según Nikolái Strájov, Dostoyevski le ofreció la obra de Hegel enviada por Mijáil sin haberla leído.

### Carrera literaria posterior

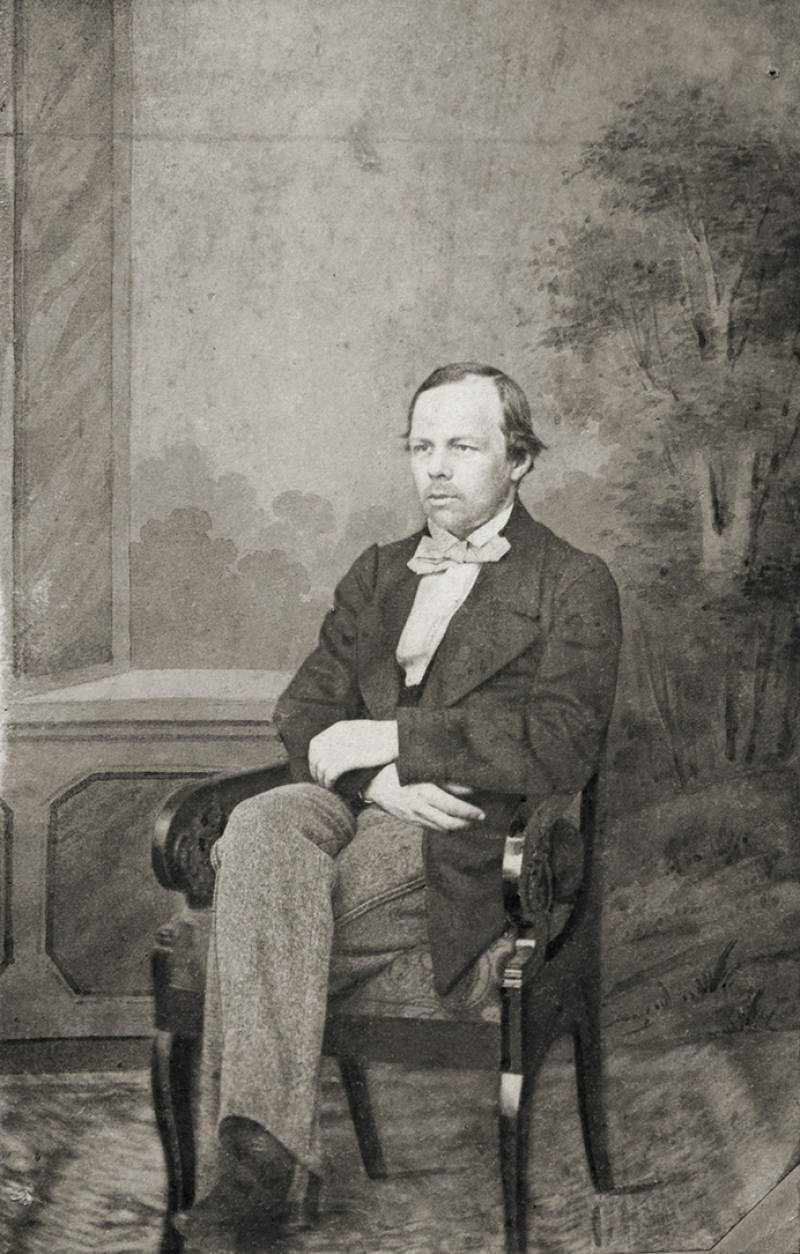
Dostoyevski tras el exilio.

En 1859, tras largas gestiones, Dostoyevski consiguió ser licenciado con la condición de residir en cualquier lugar excepto San Petersburgo y Moscú, por lo que se trasladó a Tver. Allí logró publicar El sueño del tío y Stepánchikovo y sus habitantes, que no obtuvieron la crítica que esperaba.
En diciembre de ese mismo año, se le autorizó regresar a San Petersburgo, donde fundó, con su hermano Mijaíl, la revista Vremya («Tiempo») en 1861, en cuyo primer número apareció Humillados y ofendidos, otra novela inspirada en su etapa siberiana. En ella se encuentran, además, varias alusiones autobiográficas, especialmente en lo referente a la primera etapa de Dostoyevski como escritor; se alude en ella, sobre todo, en su primera obra, Noches blancas, con varios guiños a situaciones o personajes específicos. Su siguiente obra, Recuerdos de la casa de los muertos (1861-1862), basada en sus experiencias como prisionero, fue publicada por capítulos en la revista Vremya.
Durante 1862 y 1863, realizó diversos viajes por Europa que lo llevaron a Berlín, París, Londres, Ginebra, Turín, Florencia y Viena. Durante estos viajes comenzó una relación con Polina Súslova, una estudiante con ideas avanzadas, que lo abandonó poco después. Perdió mucho dinero jugando a la ruleta y, a finales de octubre de 1863, regresó a Moscú solo y sin dinero. Durante su ausencia, Vremya fue prohibida por haber publicado un artículo sobre el Levantamiento de Enero.
En 1864, Dostoyevski consiguió editar con su hermano una nueva revista llamada Epoja («Época»), en la que publicó Memorias del subsuelo. Su ánimo terminó de quebrarse tras la muerte de su esposa, María Dmítrievna Isáyeva, seguida poco después por la de su hermano. Dostoyevski debió hacerse cargo de la viuda y los cuatro hijos de Mijaíl y, además, de una deuda de 25 000 rublos que este había dejado. Se hundió en una profunda depresión y en el juego, lo que siguió generándole enormes deudas. Para escapar de todos sus problemas financieros, huyó al extranjero, donde perdió el dinero que le quedaba en los casinos. Allí se reencontró con Polina Súslova y le propuso matrimonio, pero fue rechazado.
En 1865, de nuevo en San Petersburgo, comenzó a escribir Crimen y castigo, una de sus obras capitales. La fue publicando, con gran éxito, en la revista El Mensajero Ruso. Sin embargo, sus deudas eran cada vez mayores por lo que, en 1866, se vio obligado a firmar un contrato con el editor Stellovski. Dicho contrato establecía que Dostoyevski recibiría tres mil rublos —que pasarían directamente a manos de sus acreedores— a cambio de los derechos de edición de todas sus obras, y el compromiso de entregar una nueva novela ese mismo año. Si esta no era entregada en noviembre, recibiría una fuerte multa y, si en diciembre seguía sin estar lista, perdería todos los derechos patrimoniales sobre sus obras, que pasarían a manos de Stellovski. Dostoyevski entonces contrató a Anna Grigórievna Snítkina, una joven taquígrafa a quien dictó, en solo veintiséis días, su novela El jugador, entregada en conformidad con los términos del contrato. El día de su entrega, sin embargo, el administrador de la editorial aseguró no haber recibido el aviso pertinente por parte de Stellovski, ante lo cual Dostoyevski se vio obligado a constatar la entrega —con acuse de recibo legal— en una comisaría.

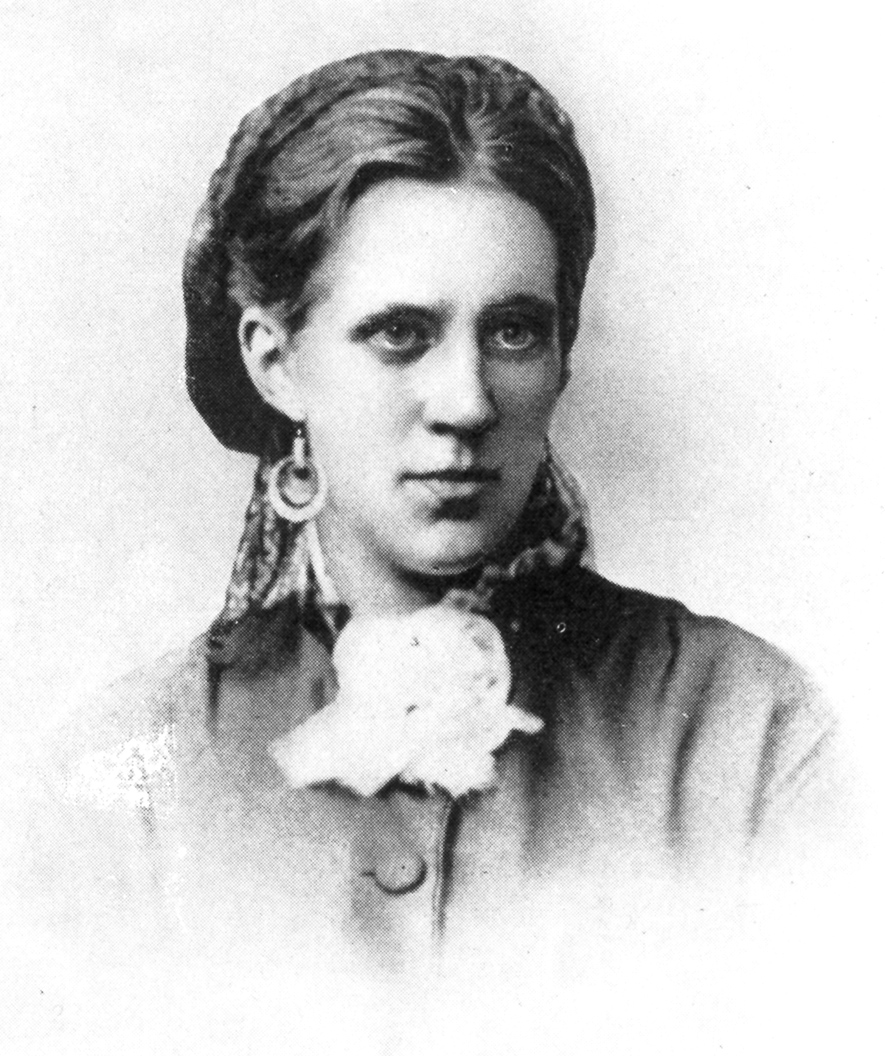
Anna Grigórievna Snítkina.

Dostoyevski se casó con Snítkina el 15 de febrero de 1867 y, tras una breve estadía en Moscú, partieron hacia Europa. La debilidad de Dostoyevski por el juego volvió a manifestarse en Baden-Baden. En 1867, finalmente establecido en Ginebra, comenzó a preparar el esquema de su novela El idiota, que debía publicarse en los dos primeros fascículos de El Mensajero Ruso del año siguiente. Según Anna Grigórievna, Dostoyevski afirmaba sobre esta obra que «nunca había tenido una idea más poética y más rica, pero que no había logrado expresar ni siquiera la décima parte de lo que quería decir». En 1868 nació su primera hija, Sonia, pero murió tres meses después. El hecho fue devastador para la pareja, y Dostoyevski cayó en una profunda depresión. Decidieron alejarse de Ginebra y, luego de una estadía en Vevey, viajaron a Italia. Allí visitaron Milán, Florencia, Bolonia y Venecia. En 1869, partieron hacia Dresde, donde nació su segunda hija, Liubov. Su situación económica era, en palabras de Anna Grigórievna, de «relativa pobreza». Dostoyevski recibió el dinero convenido por El Mensajero Ruso y El idiota, y pudieron —a pesar de verse obligados a utilizar parte de este para pagar deudas— vivir con algo más de tranquilidad que en años anteriores.
En 1870, el autor se dedicó a escribir una nueva novela, El eterno marido, que fue publicada en la revista Zariá. Algunos pasajes de la obra son de carácter autobiográfico. Específicamente, en el capítulo «En casa de los Zajlebinin», Dostoyevski recuerda el verano de 1866 pasado en una casa de campo en Liublin, cerca de Moscú, junto con una de sus hermanas.
En 1871, terminó Los demonios, publicada en 1872. La novela refleja las inquietudes políticas de Dostoyevski en esa época. Al respecto, escribió a su amigo Strájov:

Espero mucho de lo que escribo ahora en El Mensajero Ruso, no solo desde el punto de vista artístico, sino también en lo que respecta a la calidad del tema: desearía expresar algunos pensamientos, aunque por su causa debe sufrir el arte; pero estoy de tal modo fascinado por las ideas que se han acumulado en mi espíritu y en mi corazón, que debo expresarlas aunque solo pueda lograr un opúsculo; es lo mismo, debo expresarme.

Poco antes de que Dostoyevski comenzara a escribir la novela, la pareja recibió la visita del hermano de Anna, que vivía en San Petersburgo. Este les habló del agitado clima político que se vivía en la ciudad y, especialmente, acerca de un asesinato que había tenido gran repercusión. Ivánov, un estudiante perteneciente al grupo extremista de Serguéi Necháyev, había sido asesinado en una gruta por orden de este, tras alejarse del grupo por rechazar sus métodos de acción. Dostoyevski decidió tomar como protagonista para su nueva novela a Ivánov bajo el nombre de Shátov y describió, siguiendo el relato del hermano de Anna, el parque de la Academia de Agricultura Petróvskaya y la gruta en la que fue asesinado Ivánov.
Hacia 1871, Dostoyevski y Anna Grigórievna habían cumplido cuatro años de residencia en el extranjero y estaban resueltos a volver a Rusia. Como Anna estaba embarazada, decidieron partir cuanto antes para no tener que viajar con un niño recién nacido. Luego de recibir la parte del pago de El Mensajero Ruso y la correspondiente a la publicación de El eterno marido, partieron hacia San Petersburgo haciendo escala en Berlín.
A los ocho días de su llegada a Rusia nació Fiódor. Dostoyevski hizo un viaje rápido a Moscú, donde cobró lo correspondiente a la parte publicada de Los demonios en El Mensajero Ruso. Con este dinero les fue posible alquilar una casa en San Petersburgo. Pronto se vio el autor nuevamente asediado por acreedores, especialmente algunos que reclamaban deudas de la época de Tiempo, que le correspondían por la muerte de su hermano. Los acreedores se presentaban algunas veces sin documento probatorio y Dostoyevski, ingenuo, les firmaba letras de cambio.

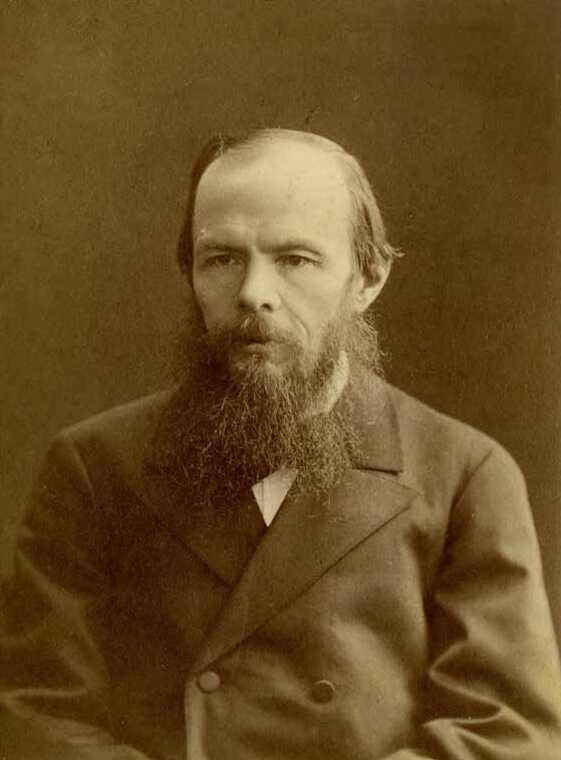
Dostoyevski en 1879.

En 1872, partieron hacia Stáraya Rusa, donde permanecerían hasta 1875. Tras finalizar la novela Los demonios, Dostoyevski aceptó la propuesta de encargarse de la redacción del semanario El Ciudadano. En 1873, editó la versión completa de Los demonios, publicada por la pequeña editorial que había fundado con medios propios, ayudado por Anna. El éxito de esta edición fue abrumador. Luego reeditó también varias de sus obras anteriores y comenzó a publicar la revista Diario de un escritor, en la que escribía solo, recopilando historias cortas, artículos políticos y crítica literaria. Esta publicación, aunque muy exitosa, se vio interrumpida en 1878, cuando Dostoyevski comenzó Los hermanos Karamázov, que aparecería en gran parte en la revista El Mensajero Ruso.
En 1874, Dostoyevski abandonó la redacción de El Ciudadano, tarea que no satisfizo sus aspiraciones, para dedicarse completamente a escribir una nueva novela. Luego de evaluar las ofertas editoriales de El Mensajero Ruso y Memorias de la Patria (del poeta Nikolái Nekrásov), decidió aceptar esta última. La novela sería titulada El adolescente y comenzaría a publicarse ese mismo año. Por aquella época, Dostoyevski tuvo fuertes crisis asmáticas, y estuvo un tiempo en Berlín y Ems tratando su afección.
En 1875, nació su cuarto hijo, Alekséi, y el matrimonio decidió volver a San Petersburgo. Durante esa época vivieron del dinero que obtenían por El adolescente. Mientras tanto, Dostoyevski continuaba reuniendo material para Diario de un escritor y frecuentaba con asiduidad reuniones literarias, donde se encontraba y debatía con viejos amigos y enemigos. En 1877, la publicación de Diario de un escritor tuvo gran éxito y, aunque el autor estaba muy satisfecho tanto con los resultados económicos como con la simpatía que el público manifestaba en su correspondencia, sentía gran necesidad de crear algo nuevo. Decidió entonces interrumpir por dos o tres años la publicación de la revista para ocuparse de una nueva novela. A finales de año, en su libreta de apuntes, se leía:
| Memento. Para toda la vida:              |
| 1) Escribir el Cándido ruso.             |
| 2) Escribir un libro sobre Jesucristo.   |
| 3) Escribir mis memorias.                |
| 4) Escribir el poema sobre «Sorokovina». |

Nekrásov, amigo de Dostoyevski —el primero en reconocer su talento con Pobres gentes y que más tarde editó El adolescente— se encontraba muy enfermo. Una de las veces que fue a verlo, el poeta le leyó una de sus últimas composiciones, «Los infelices», y le dijo: «La escribí para usted». El poeta murió a finales de 1877. Durante su funeral, Dostoyevski pronunció un emotivo discurso, que más tarde ampliaría e incluiría en el último número de Diario de un escritor de ese año, dividido en cuatro capítulos: «La muerte de Nekrásov», «Pushkin, Lérmontov y Nekrásov», «El poeta y el ciudadano: Nekrásov hombre» y «Un testigo a favor de Nekrásov». Al dolor de Dostoyevski por esta pérdida se le agregaría, al año siguiente, el causado por la muerte de su hijo Alekséi. El niño fue sepultado en el cementerio de Bolshaya Ojta.

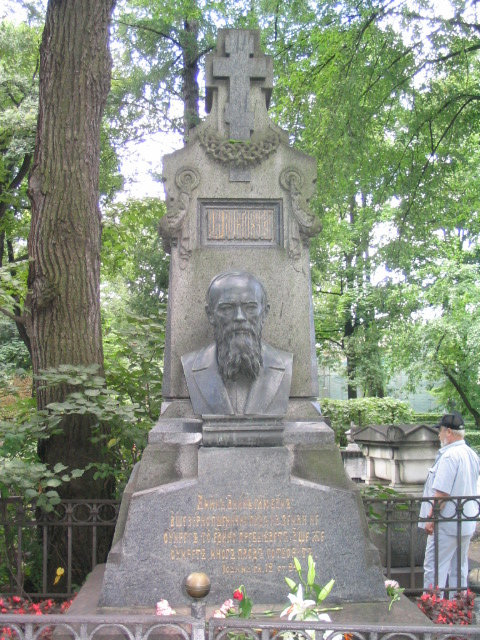
Tumba de Dostoyevski en el Monasterio de Alejandro Nevski.

Dostoyevski y su esposa, consternados, pensaron que no tenían más que hacer en San Petersburgo y regresaron con sus hijos a Stáraya Rusa. Dostoyevski acordó con El Mensajero Ruso la publicación de una nueva novela para 1879: se trataba de la futura Los hermanos Karamázov. De una bendición recibida por un sacerdote de la ermita de Óptina Pústyñ, tras contarle Dostoyevski lo sucedido con su hijo, surgiría la escena del capítulo Las mujeres creyentes, en la que el starets Zosima bendice a una madre tras la muerte de su hijo, también llamado Alekséi. Por otra parte, la figura del starets Zosima sería creada a partir de las figuras de este sacerdote y de otro a quien el autor admiraba, Tijon Zadonski.
Apenas comenzó a publicarse, Los hermanos Karamázov atrajo fuertemente la atención de lectores y críticos. Dostoyevski solía leer algunos fragmentos de ella en reuniones literarias con una excelente respuesta por parte del público. Muy pronto se la consideró una obra maestra de la literatura rusa y hasta logró que Dostoyevski se ganara el respeto de varios de sus enemigos literarios. El autor la consideró su magnum opus. A pesar de esto, la novela nunca se terminó. Originalmente, según los esquemas del autor, consistiría en dos partes, y los sucesos de la segunda ocurrirían trece años más tarde que los de la primera. Esta segunda parte nunca llegó a escribirse.
En 1880, Dostoyevski participó en la inauguración del monumento a Aleksandr Pushkin en Moscú, donde pronunció un discurso sobre el destino de Rusia en el mundo. El 8 de noviembre de ese mismo año, terminó Los hermanos Karamázov en San Petersburgo.

### Muerte

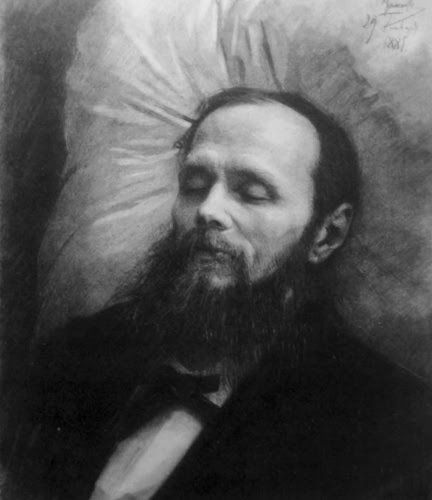
Fiódor Dostoyevski en su féretro, dibujado por Iván Kramskói (1881).

Dostoyevski murió en su casa de San Petersburgo, el 9 de febrero de 1881, de una hemorragia pulmonar asociada a un enfisema y a un ataque epiléptico. Fue enterrado en el cementerio Tijvin, dentro del monasterio de Alejandro Nevski, en San Petersburgo. El vizconde E. M. de Vogüé, diplomático francés, describió el funeral como una especie de apoteosis. En su libro Le Roman russe, señala que entre los miles de jóvenes que seguían el cortejo, se podía distinguir incluso a los nihilistas, que se encontraban en las antípodas de las creencias del escritor. Anna Grigórievna señaló que «los diferentes partidos se reconciliaron en el dolor común y en el deseo de rendir el último homenaje al célebre escritor».
En su lápida sepulcral puede leerse el siguiente versículo de San Juan, que sirvió también como epígrafe de su última novela, Los hermanos Karamázov:

En verdad, en verdad os digo que si el grano de trigo que cae en la tierra no muere, queda solo; pero si muere produce mucho fruto.
Evangelio de San Juan 12:24

## Obras
Dostoyevski no siempre se dedicó a la literatura. Por decisión de su padre, se formó en la Escuela de Ingenieros Militares de San Petersburgo. Su fascinación por la literatura surgió tras la muerte de su padre y su graduación. La primera obra de cuya publicación se tiene constancia fue Pobres gentes, publicada a comienzos de 1846 en formato epistolar, que recibió una buena respuesta del público y la crítica. A esta obra le siguió El doble que, al igual que otros trece esbozos escritos por Dostoyevski en los tres años siguientes, centró su atención en la situación de los pobres y desheredados, en las humillaciones de las que eran objeto y sus reacciones ante ellas.

### Novelas
- Pobres gentes (1846)
- El doble (1846)
- La patrona (1847)
- Niétochka Nezvánova (1849)
- El sueño del tío (1859)
- Stepánchikovo y sus habitantes (1859)
- Humillados y ofendidos (1861)
- Recuerdos de la casa de los muertos (1861-1862)
- Memorias del subsuelo (1864)
- Crimen y castigo (1866)
- El jugador (1866)
- El idiota (1868-1869)
- El eterno marido (1870)
- Los demonios (1871-1872)
- El adolescente (1875)
- Los hermanos Karamázov (1879-1880)

#### Temáticas
Dostoyevski tomó como materia prima de sus obras las preocupaciones que tenía con respecto al futuro de la humanidad y las injusticias sociales de su época. La mayoría de sus novelas se centran en la condición humana y tratan temas como la pobreza (Pobre gente, Humillados y ofendidos, Stepánchikovo y sus habitantes); las penumbras fantásticas (El doble); las relaciones amorosas (Noches blancas); o el amor, el egoísmo y la autopurificación por medio del sufrimiento (Niétochka Nezvánova). El escritor recurre al realismo psicológico y abarca áreas de la psicología, la filosofía y la ética.
Según Jorge Serrano Martínez, en Los demonios, la «degradación moral rusa», denunciada previamente en El idiota, estaba ya exacerbada, por lo que el escritor entendió que debía dar un contenido más explícitamente político a su obra. Para Dostoyevski, la generación reformista de la década de 1860 —a diferencia de la suya— había incurrido en dos errores fundamentales: la utilización de métodos de acción violentos y la incorporación de elementos occidentales como el liberalismo, el anarquismo o el socialismo que no eran aplicables en una Rusia fundamentalmente cristiana, campesina y con una burguesía apenas desarrollada.
Las novelas de Dostoyevski se caracterizan por una perspectiva social, política y moderna de la sociedad, que «destapan el cinismo y el desprecio al progresismo en la sociedad», construyendo así un movimiento «dostoyevskiano». Asimismo, sus escritos presentan una profunda reflexión psicológica, lo que, según Joseph Frank, lo posiciona como el máximo representante de la novela en dicho tópico, precursor del existencialismo y uno de los mejores escritores rusos.

#### Autobiografías
Algunos pasajes de las novelas de Dostoyevski pueden interpretarse como reescrituras encubiertas de su propia vida. La crítica ha señalado que estas temáticas poco recurrentes en las novelas del escritor ruso surgieron con el único motivo de «relatar sus impresiones pasadas». En este sentido, adquieren una perspectiva singular Recuerdos de la casa de los muertos (su novela autobiográfica por antonomasia) y Humillados y ofendidos. En la primera, el autor relata su vida como prisionero en Siberia a través de la figura de Aleksandr Petróvich, un hombre de clase noble que, una vez cumplida la condena por haber asesinado a su esposa, se queda en Siberia enseñando a leer a los niños. En la segunda, a pesar de desarrollar un argumento y un estilo narrativo no autobiográficos, se vale de elementos de este género como recurso literario.
Cabe destacar que su obra El jugador habla de un aspecto importante de su vida ya que trata de sus propios problemas con el juego y como esta obra ayuda también a mejorar su situación económica y también a superar dicha adicción al juego.

### Cuentos
En sus relatos —por lo general, cuentos como El árbol navideño y la boda— Dostoyevski expuso sus críticas, argumentó sus perspectivas y aclaró y profundizó sus temáticas recurrentes de un modo más «sarcástico e irónico» que en sus novelas. Haciendo uso de un humor sutil y de un profundo análisis psicológico, esclarecía sus ideas morales, basadas en la religión cristiana ortodoxa, y se oponía al racionalismo y al nihilismo. En algunos de los primeros relatos, como El corazón débil, El señor Projarchin o El pequeño héroe, se aprecia una cierta exaltación del sentimiento, muy cercana al romanticismo. El corazón débil, especialmente, es un delirio donde la sublimación de los sentimientos —el miedo por un lado, el amor por otro— termina por conducir a la locura.
- Una novela en nueve cartas (Роман в девяти письмах) (1846)
- El señor Projarchin (Γοcпoдин Пpoxapчин) (1846)
- Polzunkov (Πoлзyнкoв) (1847)
- Un corazón débil (Слабое сердце) (1848)
- La mujer ajena y el marido debajo de la cama (Чужая жена и муж под кроватью) (1848)
- Un ladrón honesto (Честный вор) (1848)
- El árbol navideño y la boda (Ёлка и свадьба) (1848)
- Las noches blancas (1848)
- El pequeño héroe (1849)
- Un episodio vergonzoso (1862)
- El cocodrilo (Kpoкoдил) (1865)
- Bobok (Бобок) (1873)
- El niño con la manita (1876)
- El campesino Maréi (Мужик Марей) (1876)
- La sumisa (Кроткая) (1876)
- Dos suicidios (1876)
- El sueño de un hombre ridículo (Сон смешного человека) (1877)
- Vlas (1877)

### Diario de un escritor
Bajo este título se han reunido una serie de textos breves, como crónicas, artículos, críticas, relatos y apuntes, escritos por Dostoievski entre 1873 y 1881. Diario de un escritor contiene tanto notas sobre revueltas políticas, juicios sumarios y conflictos sociales como reflexiones sobre Pushkin o comentarios sobre Anna Karénina. En estos textos, al igual que en sus obras literarias, Dostoyevski explora aspectos del ser humano contemporáneo («La mentira se salva por otra mentira»), el subconsciente («El talento»), las injusticias del poder («Algo acerca de los abogados») y la pobreza («El niño mendigo», «Un hombre paradójico»). Otros tienen carácter biográfico («La muerte de George Sand», «La muerte de Nekrásov», «Pushkin, Lérmontov y Nekrásov», «El poeta y el ciudadano: Nekrásov hombre», «Un testigo a favor de Nekrásov», «Mi relación con Belinski» o «El proceso a Kornílova») o autobiográfico («Anécdota sobre la vida infantil»).
El nombre de la compilación se toma de la sección homónima publicada por Dostoyevski de 1873 a 1874 en la revista El Ciudadano, de la cual fue director durante ese año. Tres años después publicó, bajo el mismo nombre, un cuadernillo mensual escrito y financiado por él mismo, que se interrumpió en 1877. En 1880 y 1881 salieron los últimos números. 
Existe una traducción al español publicada a principios del siglo XX en España, seguida por la completa de Cansinos-Assens en 1935. Alba Editores publica una selección en 2007 y otra, algo más exhaustiva, aparece en 2010 bajo el sello Páginas de Espuma.

#### Selección
- Ancianos (Старые люди) (1873)
- El medio (Среда) (1873)
- Algo personal (Нечто личное) (1873)
- Cuadritos (Маленькие картинки) (1873)
- A propósito de una exposición (По поводу выставки) (1873)
- Cuadritos de viaje (Маленькие картинки (в дороге)) (1874)
- ¿Idioma ruso o francés? (Русский или французский язык?) (1876)
- El proceso a Kornílova (1876)
- Dos suicidios (Два самоубийства) (1876)
- La sentencia (Приговор) (1876)
- Los mejores (1876)
- La moral tardía (1876)
- Afirmaciones sin pruebas (1876)
- El nacimiento de un escritor (1877)
- Discurso sobre Pushkin (Пушкин) (1880).

La lengua es, sin discusión, la forma, el cuerpo y el envoltorio del pensamiento [...], y, por decirlo de algún modo, la palabra última y definitiva de la evolución orgánica. De donde se deduce que, cuanto más ricos sean los materiales y las formas que adquiero para expresar mi pensamiento, más feliz seré en la vida, más precisas y comprensibles serán mis razones tanto para mí mismo como para los demás, más facilidades tendré para dominar y vencer; podré decirme más rápidamente a mí mismo lo que quiero decir, lo expresaré con mayor profundidad y con mayor profundidad también comprenderé lo que quería decir; mi espíritu será más fuerte y más sereno y, por supuesto, seré más inteligente. [...] Ni qué decir tiene que cuanto más rico, flexible y variado sea nuestro conocimiento de la lengua en que hemos decidido pensar, más facilidad, variedad y riqueza habrá en la expresión de nuestro pensamiento.
Dostoyevski, Diario de un escritor.

### Crónica
- Apuntes de invierno sobre impresiones de verano (1863). Sobre su primer viaje a Europa, de 1862.[63]

## Estilo
Literatos rusos contemporáneos a Dostoyevski lo compararon frecuentemente con otros escritores y criticaron la complicación, confusión y eclecticismo argumental de sus obras. Anna Dostoyévskaia objetó esta comparación basándose en la imposibilidad de comparar, a su juicio, las obras de personas que viven en una situación «materialmente incomparable»:

Casi todos (León Tolstói, etc.) eran hombres sanos y sin el aguijón de la necesidad; tenían la posibilidad de meditar y cuidar sus obras; F. M., en cambio, sufría dos penosas enfermedades, tenía el peso de la familia y las deudas y vivía en una cuantiosa incertidumbre por el mañana
Dostoyévskaia, Anna Grigórievna. Dostoyevski, mi marido. p. 126.

Estas características señaladas por Anna ayudan a entender y contextualizar algunas de las frases «pesimistas» —casi románticas— del escritor, tales como «La pobreza y la miseria forman a un artista». Sin embargo, este Dostoyevski por momentos «pesimista» no cayó en una «quietud apática» ni mucho menos en la misantropía. Por el contrario, mostró un gran interés por el hombre de su siglo y un gran temor por el de los siguientes, en tanto consideraba que el futuro de la humanidad estaba en peligro. Esta profunda preocupación por el «hombre del mañana» puede dar una pista, al menos en parte, acerca de la temática y óptica de sus obras, más cercanas a las actuales (por ejemplo, cierto estado embrionario de lo que luego sería el psicoanálisis) que a las de su época:

El hombre en la superficie de la tierra no tiene derecho a dar la espalda y a ignorar lo que sucede en el mundo, y para ello existen causas morales supremas.
Fragmento. Opinión personal acerca de la sociedad moderna.

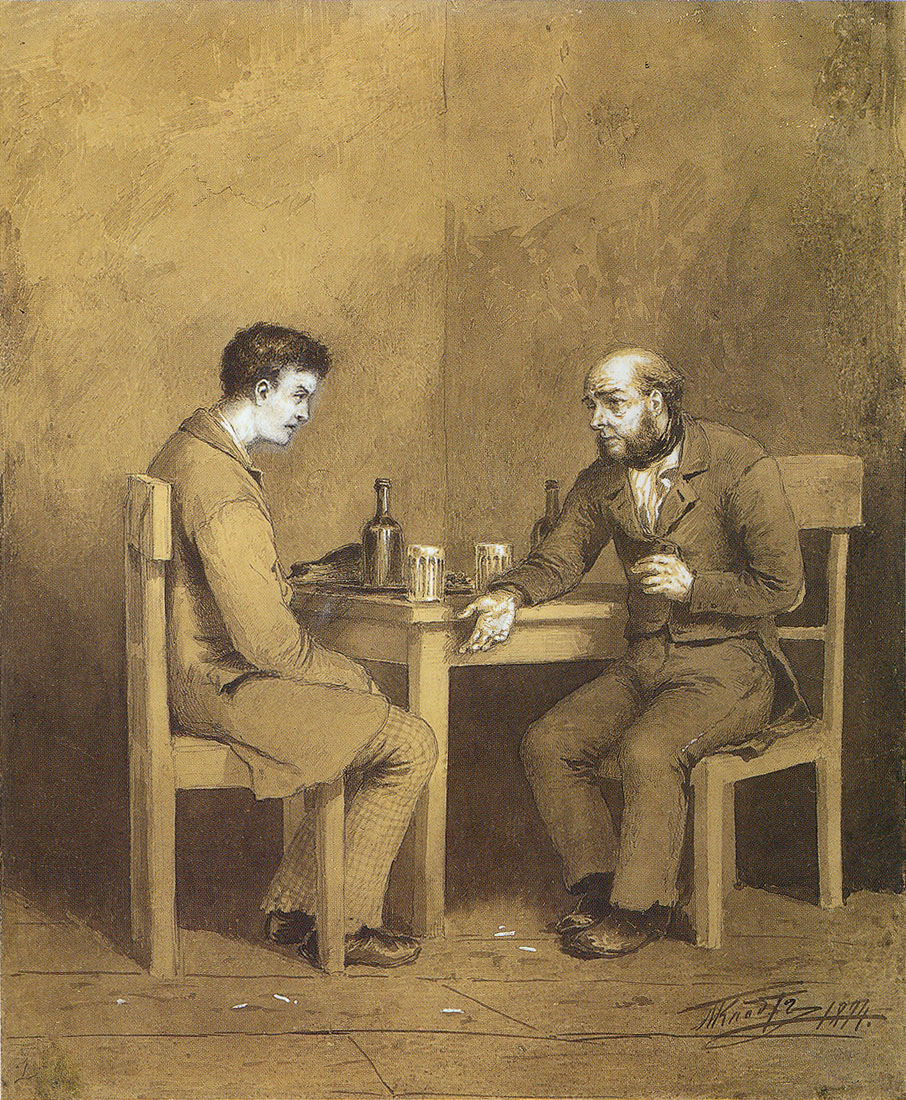
Raskólnikov y Marmeládov, por Mijaíl Klodt. Crimen y castigo ha sido considerada por algunos críticos la obra maestra de Dostoyevski.

Su realismo y preocupación por la humanidad lo llevaron a indagar «las facetas del espíritu humano», aunque sin detenerse en ellas. Generalmente, Dostoyevski pone a los personajes de sus novelas en las situaciones más extremas, rastreando sus conflictos interiores, sus motivaciones más profundas, sus debilidades y sus anhelos por salir adelante. Consideraba que, como escritor, su deber era encontrar el ideal que late en el corazón del hombre, «rehabilitando al individuo destruido y aplastado por el injusto yugo de las circunstancias, del estancamiento secular y de los prejuicios sociales».
Tanto por su temática como por el modo de abordarla en sus novelas trágicas, Dostoievski se adelantó a los estudios psicoanalíticos sobre el inconsciente, al surrealismo y al existencialismo. En cuanto a lo estrictamente literario, tal vez uno de sus grandes aportes a la narrativa haya sido el haber ubicado al narrador dentro de la obra, dejando la postura externa de quien relata una historia ajena. Este estilo fue retomado posteriormente por autores como Thomas Mann, Unamuno y Sartre. De igual forma, su penetrante descripción del alma humana, su implicación emocional con lo relatado y su aguda descripción social fueron las bases de su influyente estilo, que algunos críticos califican como «jocoso y sencillo». Sus grandes aportes a la literatura le hicieron ganarse el respeto de figuras como Nietzsche.
Esencialmente un escritor de mitos —comparado a veces, en este aspecto, con Herman Melville—, Dostoyevski creó una obra con una inmensa vitalidad y un poder casi hipnótico, caracterizada por los siguientes rasgos: escenas febriles y dramáticas donde los personajes se mueven en atmósferas escandalosas y explosivas, ocupados en apasionados diálogos socráticos «a la rusa», la búsqueda de Dios, el mal y el sufrimiento de los inocentes.
En las novelas de Dostoyevski transcurre poco tiempo (muchas veces solo unos días), lo que permite al autor huir de uno de los rasgos dominantes de la prosa realista: el deterioro físico que produce el paso del tiempo. Los personajes pueden clasificarse en diversas categorías: humildes y modestos cristianos (Príncipe Myshkin, Sonia Marmeládova, Aliosha Karamázov), nihilistas autodestructivos (Svidrigáilov, Smerdiakov, Stavroguin, Maslobóiev), cínicos libertinos (Fiódor Karamázov, el príncipe Valkorski de Humillados y ofendidos), intelectuales rebeldes (Rodión Románovich Raskólnikov, Iván Karamázov, Ippolit Teréntiev). Todos ellos encarnan valores espirituales que son por definición intemporales y se rigen por ideas más que por imperativos biológicos o sociales. El escritor austríaco Stefan Zweig escribió:

Apartados del mundo por amor al mundo, irreales por pura pasión de realidad, las figuras de Dostoyevski parecen, al principio, un poco simplistas. Su marcha no es rectilínea, ni persigue ningún fin visible. Estos hombres todos adultos, todos hombres hechos, andan por el mundo a tientas como los ciegos y tienen el torpor de los borrachos. Los vemos detenerse, mirar en derredor, hacer todo género de preguntas, para aventurarse de nuevo, sin esperar respuesta, hacia lo desconocido.
Tres maestros. Balzac, Dickens, Dostoyevski (1920)

Algunos temas recurrentes en la obra de Dostoyevski son el suicidio, el orgullo herido, la destrucción de los valores familiares, el renacimiento espiritual a través del sufrimiento —uno de los puntos capitales—, el rechazo a Occidente y la afirmación de la ortodoxia rusa y el zarismo.
Mijaíl Bajtín introdujo el concepto de polifonía para referirse a las obras de Dostoyevski. Según este, a diferencia de otros escritores, no parece aspirar a tener una visión única y va más allá, describiendo situaciones desde varios ángulos. En sus novelas, llenas de fuerza dramática, personajes y puntos de vista contrapuestos se desarrollan libremente, siempre en un violento crescendo.

## Existencialismo
Dostoyevski es considerado uno de los precursores del existencialismo y probablemente el mayor representante de la literatura existencialista. Novelas como Crimen y castigo, Memorias del subsuelo, Los demonios, Los hermanos Karamázov y El idiota tienen un carácter existencialista en sus temáticas, que enfatizan el libre albedrío del hombre como esencia, particularmente expresado por el renacimiento espiritual a través del sufrimiento, la idea del suicidio, el orgullo herido, la destrucción de los valores familiares y el falaz determinismo que el racionalismo occidental impone al hombre, subyugando su voluntad a las «leyes de la naturaleza». Otra idea que Dostoyevski manejó es que «la idea de la naturaleza humana que surge es imprevisible, perversa y autodestructiva; solo el amor cristiano puede salvar a la humanidad de sí misma, pero ese amor no puede ser entendido desde la sensibilidad filosófica». Sartre, al opinar sobre el existencialismo en Dostoyevski, destaca la reflexión de Iván Karamázov:

Dostoyevski ha escrito: «Si Dios no existe, todo está permitido». He aquí el punto de partida del existencialismo. Efectivamente todo es lícito si Dios no existe, y como consecuencia el hombre está «abandonado» porque no encuentra en sí ni fuera de sí la posibilidad de anclarse. Y sobre todo no encuentra excusas. Si verdaderamente la existencia precede a la esencia, no podrá jamás dar explicaciones refiriéndose a una naturaleza humana dada y fija; en otras palabras, no hay determinismo: el hombre es libre, el hombre es libertad. Por otra parte, si Dios no existe, no encontramos frente a nosotros valores u órdenes que puedan legitimar nuestra conducta. Así, no tenemos ni por detrás ni por delante, en el luminoso reino de los valores, justificaciones o excusas. Estamos solos, sin excusas. Situación que creo poder caracterizar diciendo que el hombre está condenado a ser libre. Condenado porque no se ha creado a sí mismo, y no obstante libre porque, una vez lanzado al mundo, es responsable de todo lo que hace. El hombre, sin apoyo ni ayuda, está condenado en todo momento a inventar al hombre.

Walter Kaufmann citó las Memorias del subsuelo como «la mejor obertura para el existencialismo jamás escrita». En el mismo sentido, Zweig consideró al escritor ruso «el mejor conocedor del alma humana de todos los tiempos». Su obra, aunque escrita en el siglo xix, refleja también al hombre y la sociedad contemporánea.

## Influencia
La obra de Dostoyevski ha influido, entre otros, a escritores como Hermann Hesse,  Osamu Dazai, Jean-Paul Sartre, Marcel Proust, Henry Miller, Thomas Mann, William Faulkner, Albert Camus, Franz Kafka, Emil Michel Cioran, Yukio Mishima, Charles Bukowski, André Gide, Roberto Arlt, Ernesto Sabato y Gabriel García Márquez. En el siglo XX, las excepciones son, quizás, Vladímir Nabókov, Henry James y D. H. Lawrence. En una de sus últimas entrevistas, Ernest Hemingway citó a Dostoyevski como una de sus mayores influencias. Virginia Woolf llegó incluso a preguntarse si valía la pena leer a otro autor. Por su parte, John Maxwell Coetzee, ganador del Premio Nobel de literatura en 2003, puso a Dostoyevski como protagonista de El maestro de Petersburgo, novela en la que indaga su vida y la historia de Rusia.
En «Dostoievski y el parricidio», Freud escribió que el capítulo «El gran inquisidor» de Los hermanos Karamázov era una de las cumbres de la literatura universal. Dostoyevski influyó también a Nietzsche, quien afirmó que «Dostoyevski, el único psicólogo, por cierto, del cual se podía aprender algo, es uno de los accidentes más felices de mi vida, más incluso que el descubrimiento de Stendhal».
El autor ruso Alekséi Rémizov escribió desde su exilio en París en 1927: «Dostoyevski es Rusia. Rusia no existe sin Dostoyevski». La mayor parte de los críticos coincide en afirmar que Dostoyevski y Dante Alighieri, Shakespeare, Cervantes y Víctor Hugo han influido decisivamente en la literatura del siglo XX, especialmente en lo que al existencialismo y al expresionismo se refiere.

### Sobre Dostoyevski
- Cansinos Assens, Rafael (2021). Fiódor Mijáilovich Dostoyevski, el novelista de lo subconsciente: Biografía y estudio crítico. Madrid: Arca Ediciones. ISBN 978-84-15957-09-6.
- Alatriste, Sealtiel (2006). «Dostoievski: morir mil veces». Revista de la Universidad de México (México: Nueva Época) (23).
- Bajtín, Mijaíl (2003). Problemas de la poética de Dostoievski. México: FCE. ISBN 968-16-6816-2.
- Berdiáyev, Nikolái (2008). El espíritu de Dostoyevski. Granada: Nuevo Inicio. ISBN 978-84-936102-1-0.
- Catteau, Jacques (1989). Dostoyevsky and the Process of Literary Creation. Cambridge University Press. ISBN 0-521-32436-X.
- Dostoyévskaia, Anna Grigórievna (1984 [1920]). Dostoyevski, mi marido. Buenos Aires: Centro Editor de América Latina.
- Dostoyevski, Aimée (2001). Fyodor Dostoyevsky: A Study. Honolulu, Hawái: University Press of the Pacific. ISBN 0-89875-165-9.
- Frank, Joseph (2009). Dostoevsky: A Writer in His Time. Princeton: Princeton University Press. ISBN 9781400833412
- Kaufmann, Walter (1975). Existentialism from Dostoevsky to Sartre. Nueva York: Plume. ISBN 0-452-00930-8.
- Lantz, Kenneth: The Dostoevsky Encyclopedia. Greenwood Publishing Group, 2004. ISBN 9780313303845
- López-Morillas, Juan (1991). «Prólogo». Apuntes del subsuelo. Madrid: Alianza Editorial. ISBN 978-84-206-3746-4.
- Martínez, Isabel (2002). «Dostoievski frente al nihilismo». Cuenta y Razón (España: Fundación de Estudios Sociológicos) (124). ISSN 1989-2705. Archivado desde el original el 15 de agosto de 2016. Consultado el 20 de noviembre de 2007.
- Morillas, Antonio y Jordi: Bases filológicas para una comparación entre F. M. Dostoievski y F. Nietzsche. Estudios Nietzsche, núm. 11 (2011): Nietzsche y los Griegos, Materiales, págs. 163-187.
- Nietzsche, Friedrich (1998). El crepúsculo de los ídolos. Madrid: Alianza Editorial. ISBN 978-84-206-3395-4.
- Powys, John Cowper (2001). Dostoïevski. París: Bartillat. ISBN 284100242X. «Préface de Marc-Edouard Nabe.»
- Scanlan, James P. (2002). Dostoevsky the Thinker. Ithaca: Cornell University Press. ISBN 0-8014-3994-9.
- Serrano Martínez, Jorge (2003). Entre el bien y el mal. Madrid: Editorial Complutense. ISBN 84-7491-718-2.
- Soloviov, Vladímir (2020 [1881, 1882, 1883]). Tres discursos sobre Dostoievsky. Traducción directa del ruso, Publicación independiente, Amazon. ISBN 979-8657323481.
- Steiner, George (2002). Tolstói o Dostoievski. Madrid: Ediciones Siruela. ISBN 84-7844-606-0.
- Unbengaun, Boris Ottokar; Uspenskiĭ, Boris Andreevich (1995).  Borís Andréievich Uspenski, ed. Russkie familii. Honolulu, Hawái: Progress. pp. 28, 345. ISBN 9785010010454.
- Zweig, Stefan (2004 [1920]). Tres maestros. Balzac, Dickens, Dostoyevski. Barcelona: Acantilado. ISBN 84-96136-84-1.